# Maison aux médaillons
La Maison aux médaillons ou Maison des Muses (Musenhaus),,,,,,, est un immeuble à appartements de style Art nouveau caractéristique de la Sécession viennoise (Sezessionsstil ou Wiener Secession) édifié par l'architecte Otto Wagner à Vienne en Autriche.
Tirant son nom des médaillons de muses qui ornent sa façade, elle forme avec sa voisine, la Maison des majoliques (Majolikahaus), un vaste ensemble de style Sécession.

## Localisation
La Maison aux médaillons se dresse au numéro 38 de l'avenue appelée Linke Wienzeile, au sud-ouest du centre-ville de Vienne et de la Karlsplatz, sur laquelle Otto Wagner a édifié la station de métro Karlsplatz.
Elle occupe également le début de la Köstlergasse (rue Köstler).

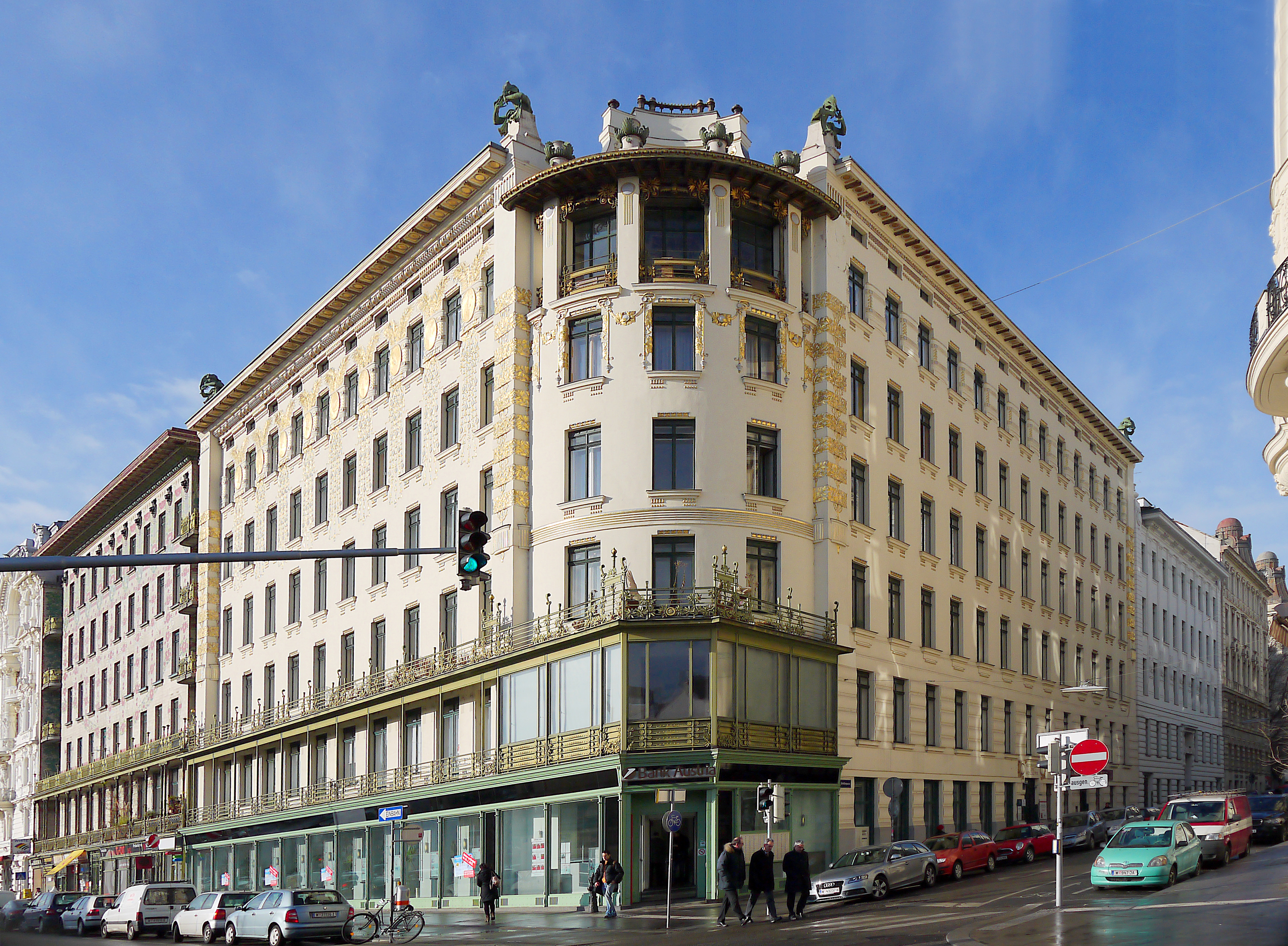
L'angle de la Linke Wienzeile et de la Köstlergasse.

## Historique
La Maison aux médaillons et sa voisine ont été construites par Wagner en 1898-1899. Les médaillons de muses et autres ornements dorés de la façade sont l'œuvre du peintre et décorateur Koloman Moser,,, cofondateur de la Wiener Werkstätte (Atelier Viennois).

## Architecture
La Maison aux médaillons présente, le long de la Linke Wienzeile, une haute et large façade de dix travées comportant un rez-de-chaussée consacré aux commerces  et cinq étages. La façade secondaire située Köstlergasse (rue Köstler), beaucoup plus simple, comporte treize travées.
La façade principale de l'immeuble présente, comme la Maison des majoliques voisine, la particularité de posséder deux longs balcons en fer forgé qui courent sur toute la longueur de la façade, l'un au premier étage et l'autre au second.
La façade est cantonnée de pilastres ornées de dorures et surmontées chacun, au niveau du toit, de la statue en bronze doré d'une Crieuse (Rufferin en allemand), due au talent du sculpteur Othmar Schimkowitz.
La transition entre la façade principale de la Linke Wienzeile et la façade secondaire de la Köstlergasse est assurée par un angle arrondi composé de trois travées dont le premier étage est occupé par une loggia polygonale en fer et verre tandis que le dernier étage est orné d'une belle colonnade prolongée au-dessus de la corniche par des vases de pierre et de bronze contrastant élégamment avec un pignon concave blanc orné de guirlandes florales dorées.

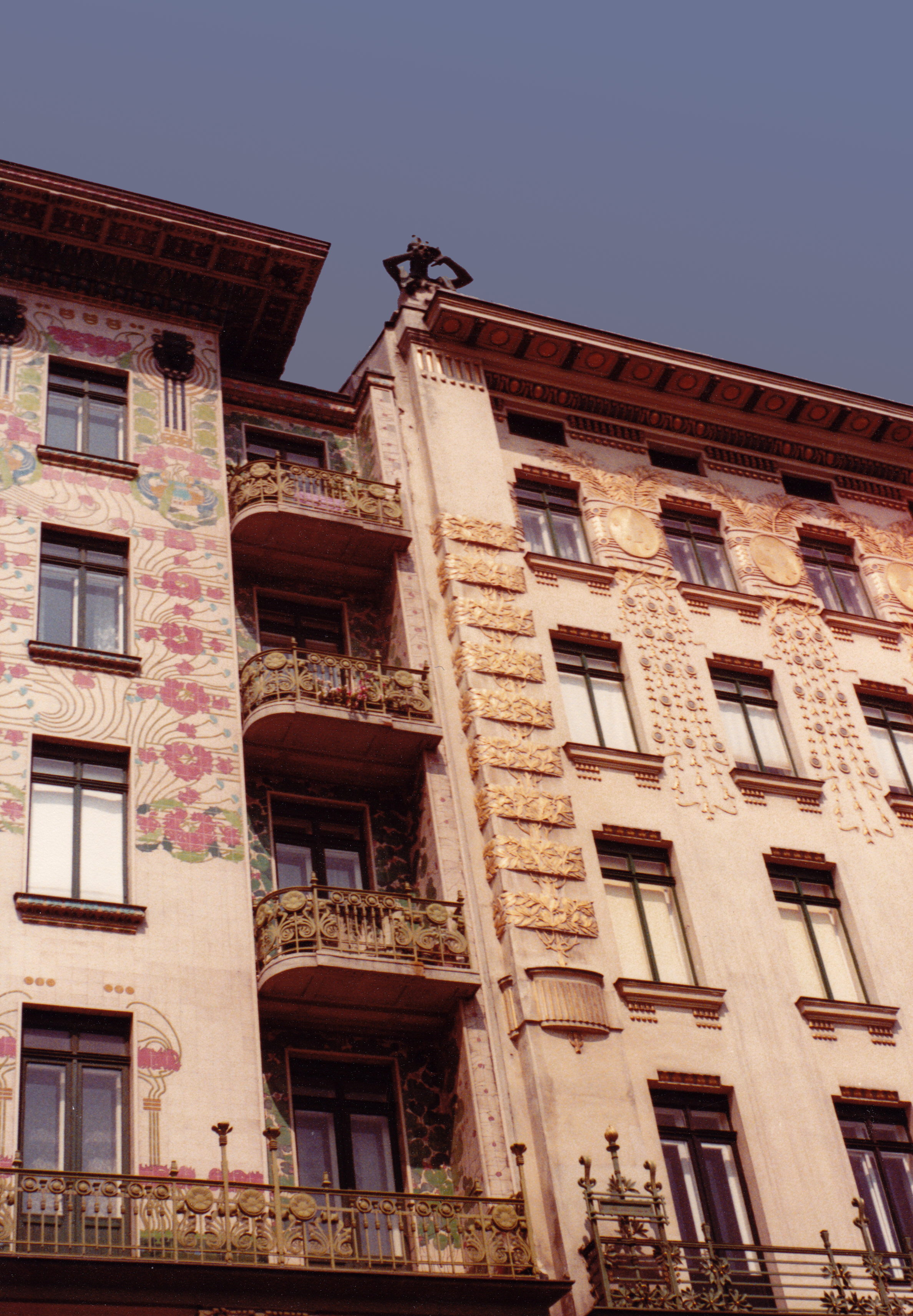
La travée de balcons qui sépare la Majolikahaus et la Musenhaus.
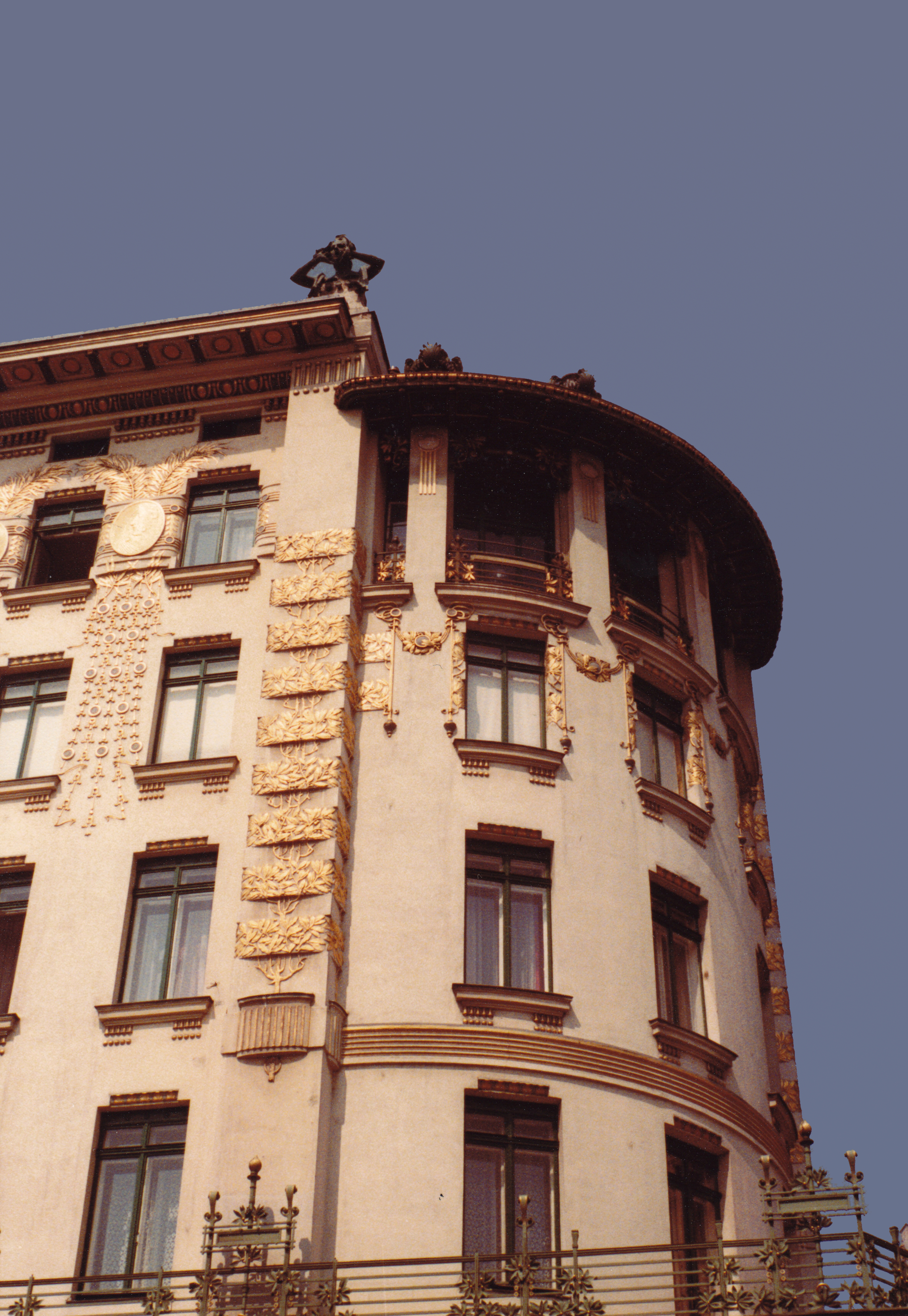
Pilastre, statue de Crieuse et angle arrondi.
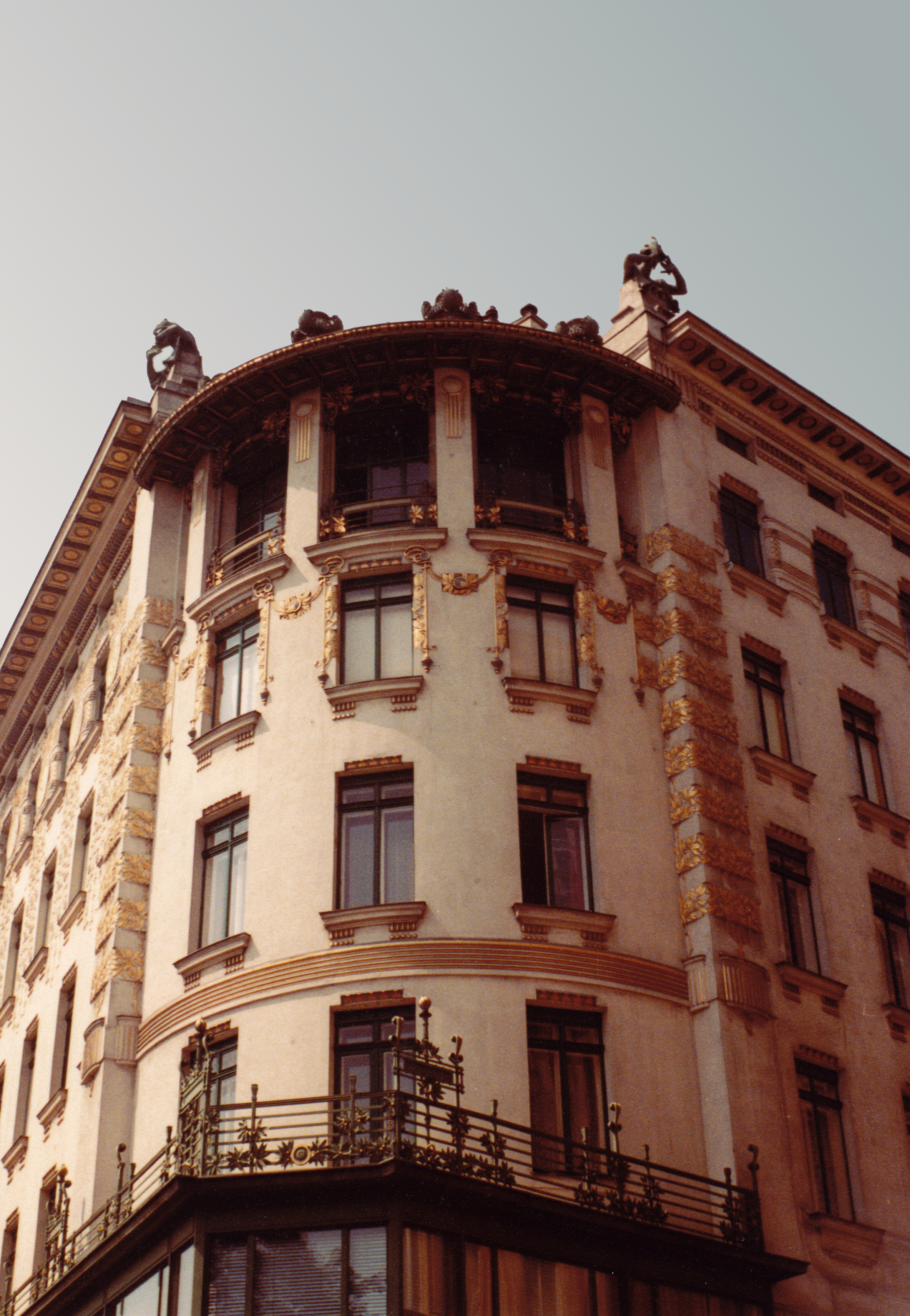
Les travées d'angle.
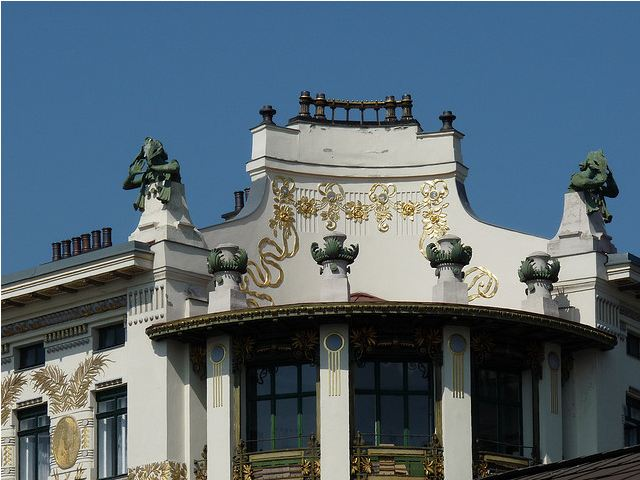
Le pignon qui surmonte l'angle arrondi.

## La décoration
La remarquable décoration dorée conçue par Koloman Moser occupe les deux derniers étages.
Les médaillons de muses, flanqués de guirlandes de laurier, occupent les espaces entre les fenêtres du cinquième étage. Ils sont surmontés de feuilles de palmier dorés. De ces médaillons ovales tombent des guirlandes végétales dorées qui occupent toute la hauteur du quatrième étage.

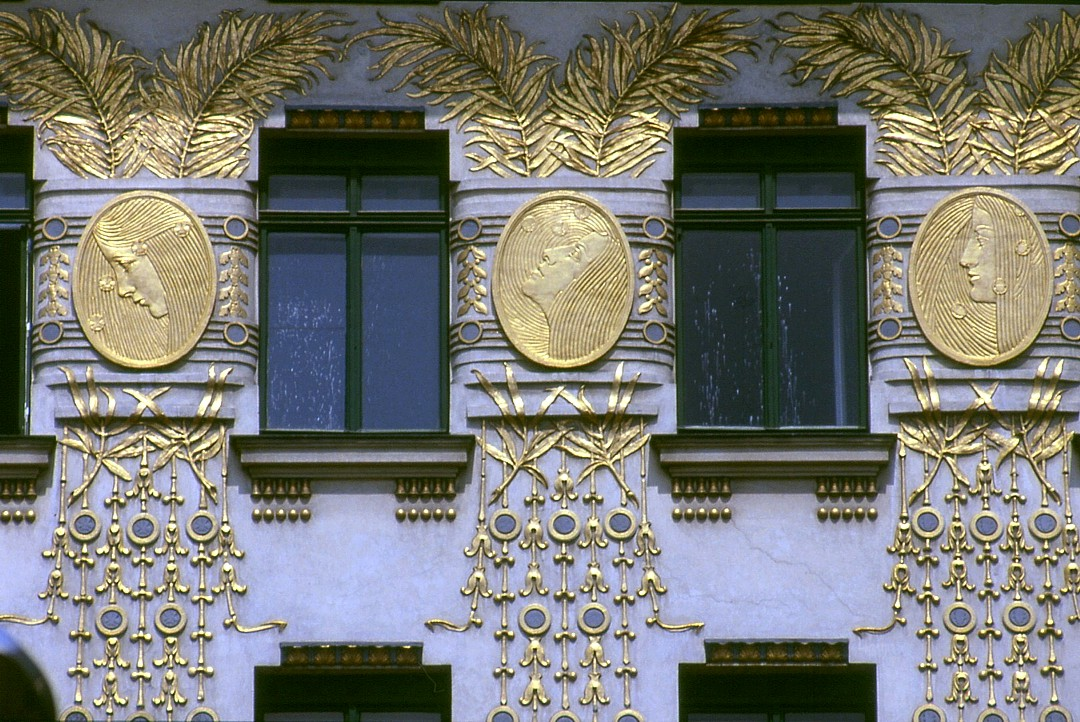
Médaillons de muses.
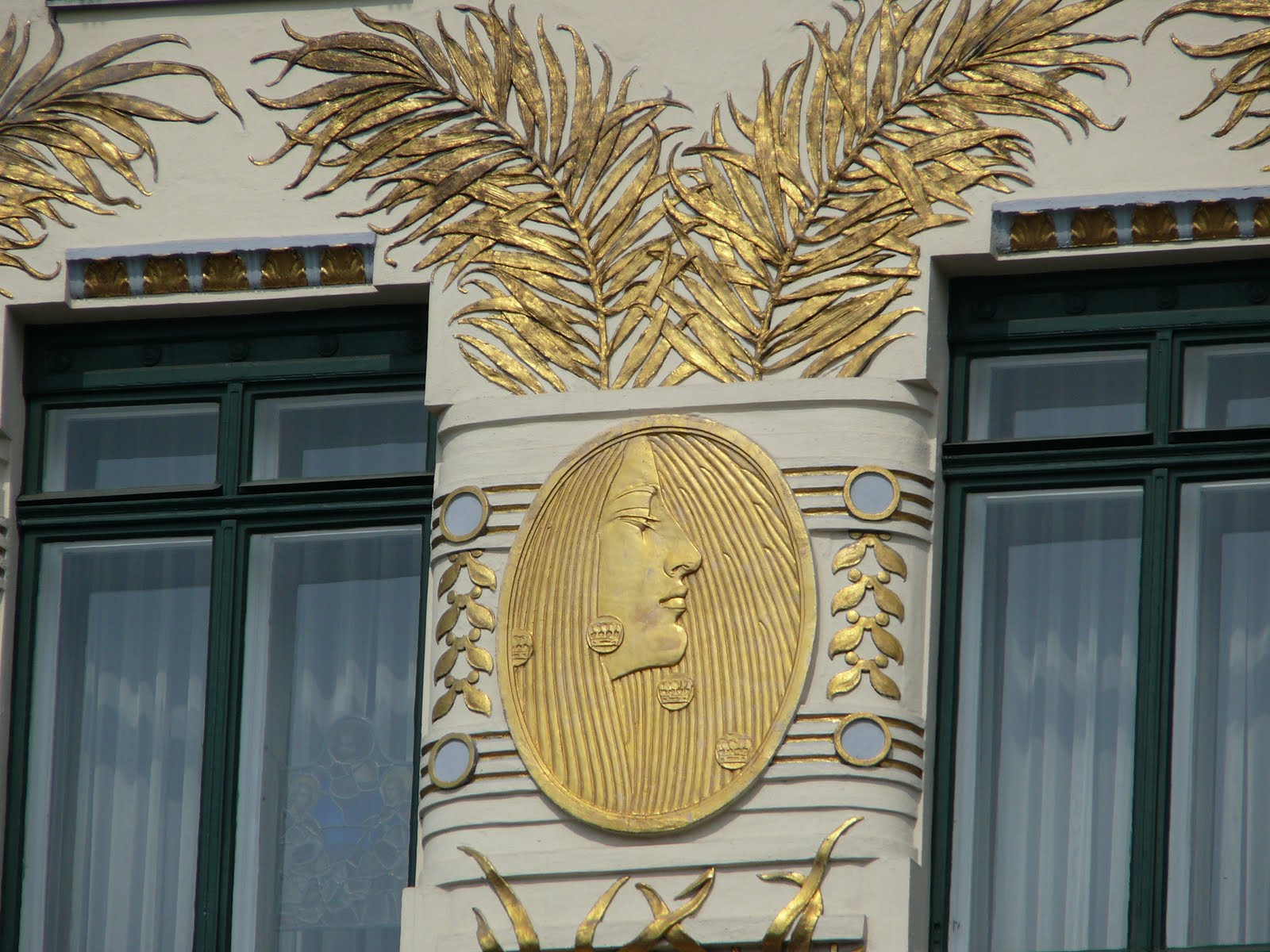
Médaillon de muse.
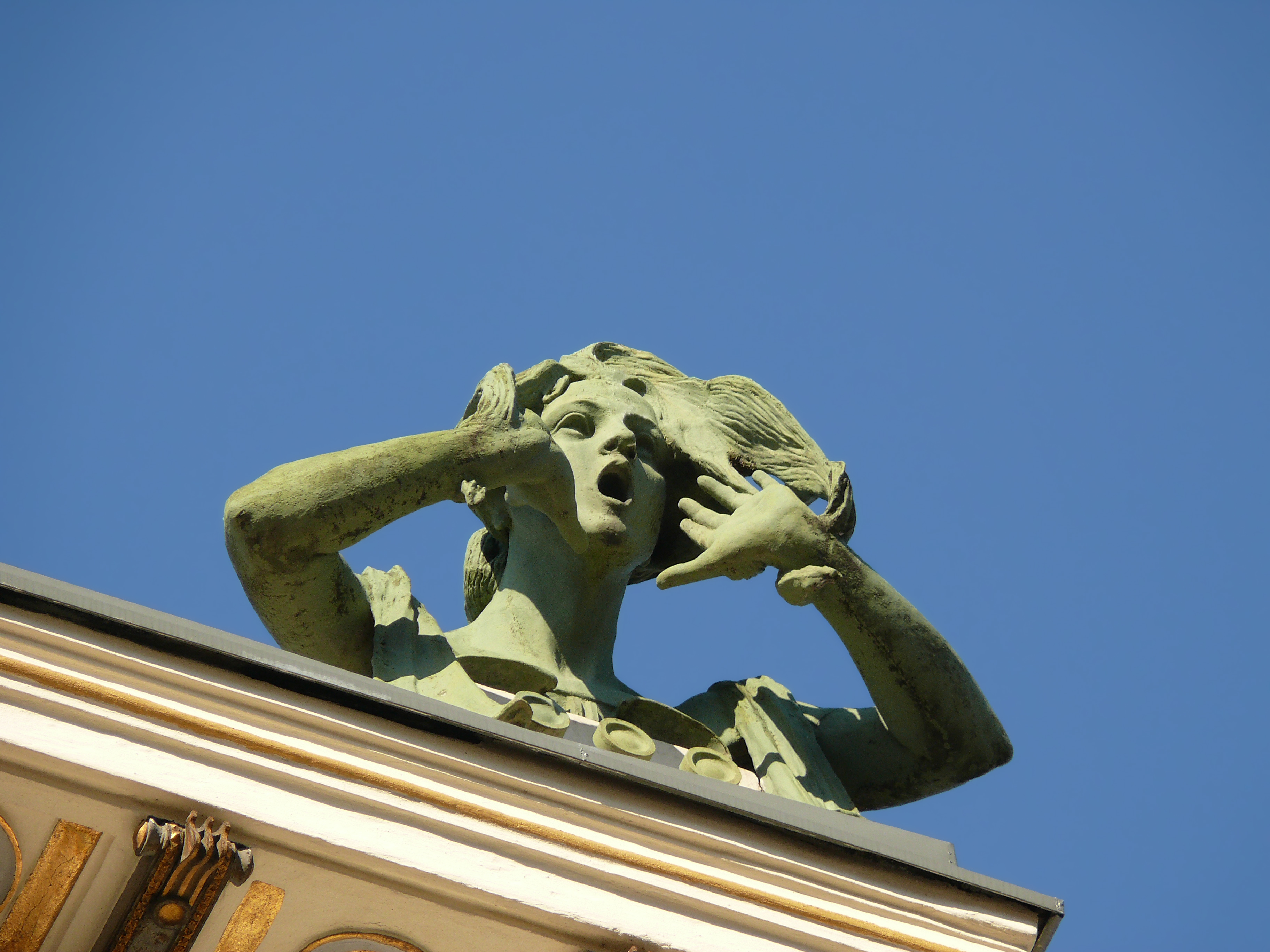
Crieuse (Rufferin).
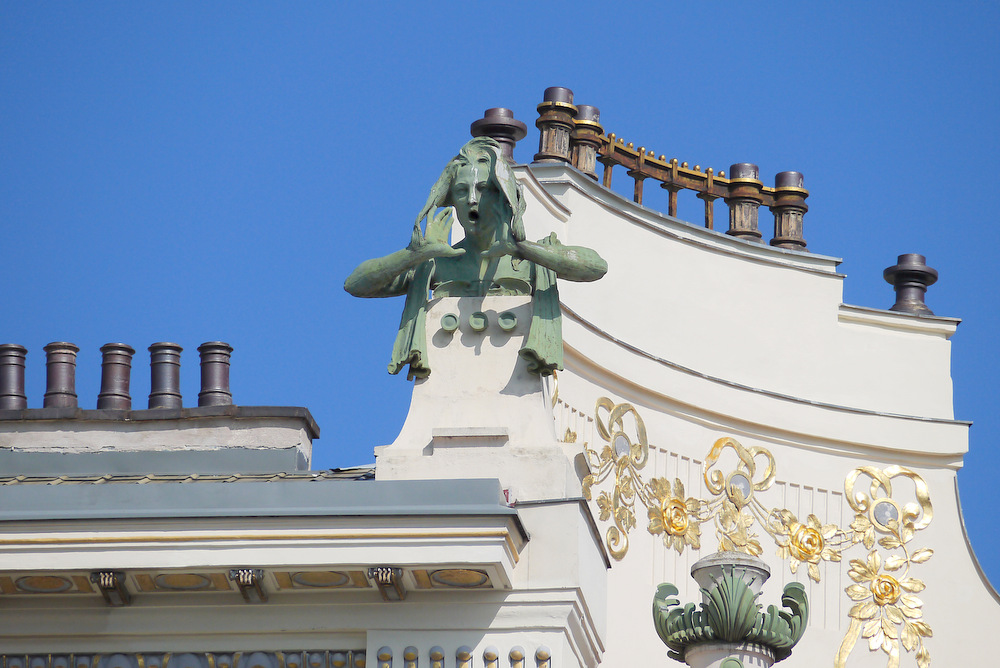
Statue de Crieuse et pignon.